# Aluminiumjodide
Aluminiumjodide, ook wel aluminiumtri-jodide, of heel formeel: aluminium(III)jodide, genoemd, is een chemische verbinding van aluminium en jood. Hoewel er meerdere verbindingen van deze twee elementen bestaan, verwijst deze naam normaal gesproken altijd naar de verbinding met de verhoudingsformule {\displaystyle {\ce {AlI3}}}. De stof ontstaat door de directe reactie tussen het metaal en jood of door inwerking van waterstofjodide, {\displaystyle {\ce {HI}}}, op het metaal. Het hexahydraat ontstaat bij de reactie tussen metallisch aluminium of aluminiumhydroxide met {\displaystyle {\ce {HI}}} of een waterige oplossing daarvan.

## Eigenschappen
Net als het chloride en bromide is ook {\displaystyle {\ce {AlI3}}} een sterk Lewiszuur en neemt het water op uit de lucht.

## Toepassingen
Het wordt toegepast als reagens voor het splitsen van bepaalde C-O en N-O bindingen. Het splitst arylethers en ontleedt epoxides naar de overeenkomstige alkenen.

## Structuur
Vast {\displaystyle {\ce {AlI3}}} vormt dimeren, bestaande uit {\displaystyle {\ce {Al2I6}}} op dezelfde manier als aluminiumbromide, {\displaystyle {\ce {AlBr3}}}. In de gasfase komen beide vormen voor. Het monomeer, {\displaystyle {\ce {AlI3}}}, heeft een trigonale vlakke structuur. De bindingslengte tussen aluminium en jood bedraagt 244,8(6) pm. Het gebrugde dimeer, vergelijkbaar met Al2Cl6 and Al2Br6, heeft bij 430 K bindingslengtes van 245,6(6) pm (eindstandig) en 267,0(8) pm (in de bruggen).

In bovenstaand experiment wordt {\displaystyle {\ce {AlI3}}} direct uit de elementen gesynthetiseerd. Enkele druppels water worden op een gehomogeniseerd mengsel van aluminium- en jood-poeder gesprenkeld. Na een korte inductieperiode treedt een heftige reactie op waarbij intens gekleurde dampen ontstaan. De paarse dampen zijn het gevolg van verdampend jood, het gevolg van de temperatuurstijging ten gevolge van de reactie. De bruine dampen zijn mogelijk het gevolg van een adduct, gevormd tussen de overmaat jood en het reactieproduct. De volgende exotherme reactie ligt ten grondslag aan de waargenomen verschijnselen:
{\displaystyle {\ce {2 Al \ + \ 3 I2 \ -> \ 2 AlI3}}}

## Aluminium(I)jodide
Naast het hier besproken aluminium(III)jodide is ook aluminium(I)jodide bekend.